# Katy Nichole
Pour les articles homonymes, voir Nicole.
 (février 2024).
La mise en forme du texte ne suit pas les recommandations de Wikipédia : il faut le « wikifier ».
Les points d'amélioration suivants sont les cas les plus fréquents. Le détail des points à revoir est peut-être précisé sur la page de discussion.
- Les titres sont pré-formatés par le logiciel. Ils ne sont ni en capitales, ni en gras.
- Le texte ne doit pas être écrit en capitales (les noms de famille non plus), ni en gras, ni en italique, ni en « petit »…
- Le gras n'est utilisé que pour surligner le titre de l'article dans l'introduction, une seule fois.
- L'italique est rarement utilisé : mots en langue étrangère, titres d'œuvres, noms de bateaux, etc.
- Les citations ne sont pas en italique mais en corps de texte normal. Elles sont entourées par des guillemets français : « et ».
- Les listes à puces sont à éviter, des paragraphes rédigés étant largement préférés. Les tableaux sont à réserver à la présentation de données structurées (résultats, etc.).
- Les appels de note de bas de page (petits chiffres en exposant, introduits par l'outil «  Source ») sont à placer entre la fin de phrase et le point final[comme ça].
- Les liens internes (vers d'autres articles de Wikipédia) sont à choisir avec parcimonie. Créez des liens vers des articles approfondissant le sujet. Les termes génériques sans rapport avec le sujet sont à éviter, ainsi que les répétitions de liens vers un même terme.
- Les liens externes sont à placer uniquement dans une section « Liens externes », à la fin de l'article. Ces liens sont à choisir avec parcimonie suivant les règles définies. Si un lien sert de source à l'article, son insertion dans le texte est à faire par les notes de bas de page.
- La présentation des références doit suivre les conventions bibliographiques. Il est recommandé d'utiliser les modèles {{Ouvrage}}, {{Chapitre}}, {{Article}}, {{Lien web}} et/ou {{Bibliographie}}. Le mode d'édition visuel peut mettre en forme automatiquement les références.
- Insérer une infobox (cadre d'informations à droite) n'est pas obligatoire pour parachever la mise en page.

Pour une aide détaillée, merci de consulter Aide:Wikification.
Si vous pensez que ces points ont été résolus, vous pouvez retirer ce bandeau et améliorer la mise en forme d'un autre article.
Katelyn Nichole Litwiller, née le 29 juillet 2000 à Tremont (Illinois), est une auteure-compositrice-interprète chrétienne contemporaine américaine, musicienne et chef de chœur. Katelyn Nichole fait ses débuts en 2022, avec la sortie du single In Jesus Name (God of Possible) sous Centricity Music. Le titre atteint la première place du Billboard's Hot Christian Songs et du Bubbling Under Hot 100. Son single suivant, God Is in This Story avec Big Daddy Weave, atteint également la première place du Hot Christian Songs. Elle fait paraître son EP éponyme, contenant les deux singles. L'EP démarre à la septième place du Top Christian Album aux États-Unis.

## Carrière
Le 26 janvier 2022, Katy Nichole  sort son premier single In Jesus Name (God of Possible), qui devient son premier succès, se classant à la première place du Hot Christian Songs, et du Christian Airplay. In Jesus Name (God of Possible) reçoit une nomination au GMA Dove Award pour la chanson enregistrée de l'année dans la catégorie Pop/Contemporaine lors des GMA Dove Awards de 2022. Le 10 juin 2022, Katy Nichole et Big Daddy Weave publient le single God Is in This Story qui atteint la première place du classement Hot Christian Songs.
Le 24 juin 2022, elle sort son premier extended play, Katy Nichole, qui atteint la septième place du classement Top Christian Albums aux États-Unis. Le 21 octobre 2022, Katy Nichole sort le single O What a King, qui atteint la septième place du classement Top Christian Albums aux États-Unis. Le titre a atteint la 14e place du classement Hot Christian Songs.

## Discographie

### Albums studios
| Titre                           | Détails                                                                                              | Meilleur classement |
| Titre                           | Détails                                                                                              | US Christ.          |
| ------------------------------- | --- | ------------------- |
| Jesus Changed My Life           | - Sortie : 24 février 2023 - Label : Centricity Music - Format : téléchargement numérique, streaming | 3                   |
| "-" indique un album non classé | |                     |

### EP
| Titre                           | Détails                                                                                               | Meilleur classement |
| Titre                           | Détails                                                                                               | US Christ.          |
| ------------------------------- | --- | ------------------- |
| Katy Nicole                     | - Sortie : 24 juin 2022 - Label : Centricity Music - Format : CD, téléchargement numérique, streaming | 7                   |
| "-" indique un album non classé | |                     |

### Singles

#### En tant qu'artiste principal
| Titre                                       | Année | Meilleur classement | Meilleur classement | Meilleur classement | Meilleur classement | Meilleur classement | Certifications   | Album                             |
| Titre                                       | Année | US Bubb.            | US Christ           | Christ. Air.        | Christ. AC          | Christ. Digital     | Certifications   | Album                             |
| ------------------------------------------- | ----- | ------------------- | ------------------- | ------------------- | ------------------- | ------------------- | ---------------- | --------------------------------- |
| In Jesus Name (God of Possible)             | 2022  | 1                   | 1                   | 1                   | 1                   | 1                   | - RIAA: Platinum | Jesus Changed My Life             |
| God Is in This Story (avec Big Daddy Weave) | 2022  | —                   | 1                   | 1                   | 2                   | 4                   |                  | Jesus Changed My Life             |
| God Is Love (avec Centricity Worship)       | 2022  | —                   | —                   | —                   | —                   | —                   |                  | Centricity Worship & Friends (EP) |
| O What a King                               | 2022  | —                   | 14                  | 21                  | 6                   | —                   |                  | Single hors album                 |
| Hold On                                     | 2023  | —                   | 7                   | 2                   | 2                   | —                   |                  | Jesus Changed My Life             |
| "—"indique un album non classé              |       |                     |                     |                     |                     |                     |                  |                                   |

#### En tant qu'artiste invitée
| Titre                                            | Année | Album             |
| ------------------------------------------------ | ----- | ----------------- |
| Good Lord (David Leonard featuring Katy Nichole) | 2022  | Single hors album |

### Singles promotionnels
| Titre                                    | Année | Meilleur classement | Album                 |
| Titre                                    | Année | US Christ           | Album                 |
| ---------------------------------------- | ----- | ------------------- | --------------------- |
| Please                                   | 2023  | 18                  | Jesus Changed My Life |
| "—" indique un enregistrement non classé |       |                     |                       |

## Tournées
Soutien
- Tournée I Still Believe avec Jeremy Camp (2022)
- Une Soirée à la StoryTou House Matthew West (2022)
- Tournée de Noël K-LOVE (2022)
- Tournée Live & In Color avec Cain
- Tournée Winter Jam (2024)

## Récompenses et nominations

### American Music Awards
| Année | Travail nommé | Catégorie                 | Résultat   | Ref.   |
| ----- | ------------- | ------------------------- | ---------- | ------ |
| 2022  | Katy Nichole  | Artiste inspirant préféré | Nomination | [ 28 ] |

### GMA Dove Awards
| Année | Travail nommé                               | Catégorie                            | Résultat   | Ref.   |
| ----- | ------------------------------------------- | ------------------------------------ | ---------- | ------ |
| 2022  | In Jesus Name (God of Possible)             | chanson pop/contemporaine de l'année | Nomination | [ 29 ] |
| 2023  | In Jesus Name (God of Possible)             | Chanson de l'année                   | Nomination | [ 30 ] |
| 2023  | Katy Nichole                                | Nouvel artiste de l'année            | Lauréat    | [ 30 ] |
| 2023  | God Is in This Story (avec Big Daddy Weave) | chanson pop/contemporaine de l'année | Nomination | [ 30 ] |
| 2023  | Jesus Changed My Life                       | Album pop/contemporain de l'année    | Nomination | [ 30 ] |